# Бобинорезательная машина
Бобинорезательная машина (бобинорезательный станок, бобинорезка) — станок, предназначенный для продольной резки свёрнутого в бобины полотна бумаги, картона, ламината, фольги, полимерных плёнок и подобных материалов.
Применяются в типографиях, бумажных фабриках, фабриках диаграммных бумаг.
Существуют модификации, специально предназначенные для изготовления чековой ленты и факсимильных роликов.
Станок состоит из подающего узла, на котором с помощью механического или пневматического вала устанавливается бобина сырьевого материала. Через промежуточные валы полотно бумаги поступает на узел резки, состоящий из цилиндрических и дисковых ножей. После резки ручья наматываются на втулки. По конструкции узлов намотки подразделяются на шпиндельные и трёхвальные.